# Plaies d'honneur
Plaies d'honneur (titre original : War of Honor) est le dixième roman de la série Honor Harrington de l'écrivain de science-fiction David Weber paru en 2003 puis traduit en français et publié en deux tomes en 2007,.
Quatre ans ont passé depuis l'arrêt de la guerre entre l'Alliance de Manticore et la République populaire de Havre. 
Alors que le nouveau gouvernement de Manticore applique une politique de coupes claires dans le budget de la Spatiale, la nouvelle République de Havre continue, secrètement, d'étoffer sa flotte.
Sur Manticore on fait courir des rumeurs scandaleuses sur Honor et l'amiral de Havre-Blanc afin de les bloquer dans leur opposition à la politique du gouvernement. De plus la politique unilatérale du gouvernement commence à fragiliser l'Alliance de Manticore.
Sur Havre, où l'on attend encore de signer la paix, les tergiversations du gouvernement de Manticore commencent à provoquer une certaine agitation autant politique que populaire.
De plus l'Empire andermien commence aussi a s'agiter dans la Confédération silésienne.

## Résumé
Cinq ans après la trêve conclue entre Manticore et la République populaire de Havre, la paix n’a toujours pas été signée.
Pritchart à qui l’amiral Theisman avait demandé d’assurer un gouvernement de transition et de restaurer l’ancienne constitution, a été élue présidente de la République de Havre. Theisman devenu ministre de la guerre, Giscard et Tourville sont parvenus à mettre fin aux rébellions de certaines flottes havriennes opposées au nouveau gouvernement. Les havriens, à l’insu de tous, développent et modernisent leurs flottes, sous le commandement du vice-amiral Foraker.
Dans le Royaume stellaire de Manticore, le gouvernement de Haute-Crête fait durer les négociations avec les havriens pour éviter de nouvelles élections qu’il perdrait. Il réduit de façon drastique la flotte et les dépenses militaires, et détourne des sommes importantes. Pour discréditer l’opposition de Honor et de l’ancien amiral de Havre-Blanc, il fait courir le bruit qu’ils sont amants. La femme de Havre-Blanc intervient pour démentir et faire cesser la rumeur bien qu’elle sache qu’ils s’aiment et qu’ils luttent contre cela pour ne pas la blesser. Samantha, la chatte sylvestre, adopte l’amiral.
Dans le système du Marais à la frontière de la Confédération silésienne et de l’Empire Anderman, la planète Sidemore qui a été libérée des pirates dix ans auparavant par Honor, a signé un traité la liant au Royaume stellaire qui y a établi une base spatiale puissante depuis huit ans. Honor accompagnée d’une flotte assez importante en prend le commandement, le gouvernement compte qu’elle échouera à contrer les andermiens qui se déploient de plus en plus dans la Silésie.
Les havriens révèlent que leur flotte a été reconstituée afin de faire pression sur les négociations avec Manticore, ils ont dissimulé qu’ils possèdent des porte-BAL. Ils envisagent plusieurs options pour reconquérir les systèmes perdus dont l’une est de détruire la flotte de Honor en Silésie ainsi que celle de l’Etoile de Trévor.
Les manticoriens ont découvert un septième terminus de leur trou de ver, il aboutit à un système situé à 4 a.l. du système de Lynx dans l’amas de Talbott. Lynx demande son annexion au Royaume stellaire, pour échapper à la Ligue solarienne toute proche. Les havriens en déduisent que Manticore a une politique d’expansion et qu’elle ne rendra jamais les systèmes pris à la République. Devant les réponses à leurs offres lors des négociations, ils envisagent de reprendre une guerre totale.
Dans le Marais, Honor reçoit l’aide de la flotte du Protecteur de Grayson. Un navire manticorien s’apprêtant à contrôler un vaisseau soupçonné de transporter des esclaves, est attaqué par un navire andermien qui le provoquait depuis des mois ; ils se détruisent mutuellement. La bataille permet de confirmer que les andermiens ont développé et amélioré leurs armements et vaisseaux à un niveau presque équivalent à celui des manticoriens et qu’ils vont revendiquer la Silésie. De plus, elle apprend qu’une flotte havrienne se cache en Silésie, elle en déduit que la République de Havre va reprendre la guerre, le gouvernement de Haute-Crête décide de ne pas renforcer la flotte de Honor et de ne pas alerter celle de l’Etoile de Trévor. Sur la suggestion de Honor, le comte de Havre-Blanc et le Protecteur Benjamin envoie une flotte de Grayson en renfort à l’Etoile de Trévor sans en informer Haute-Crête et son gouvernement. Honor informe les andermiens de la présence havrienne en Silésie.
Pritchart, décide de déclencher la guerre, à la suite des dernières réponses du gouvernement de Haute-Crête, elle ignore que depuis des mois son ministre des affaires étrangères modifie les messages échangés dans les deux sens. Les havriens attaquent et reprennent tous les systèmes qu’ils avaient perdus, sauf l’Étoile de Trévor où leur flotte se retire presque sans combattre devant celles de l’alliance Manticore-Grayson. Dans le système de Sidemore, Honor détruit la moitié de la flotte de Tourville et endommage l’autre moitié.
Le gouvernement de Haute-Crête tombe, le nouveau premier ministre, William Alexander est le frère du comte de Havre-Blanc qui est chargé de diriger l’amirauté. Ce dernier rappelle tous les amiraux que son prédécesseur avait exclus. La flotte du Royaume a subi des pertes très importantes, elle est désormais inférieure numériquement à celle de la République. Les andermiens choqués par ce qui s’est produit sont sur le point de s’allier à Manticore avec qui ils vont se partager la Confédération silésienne. Erewhon quitte l’alliance pour se ranger aux côtés de la République de Havre.
Lors d’un diner, chez Havre-Blanc, sa femme laisse entendre à Honor et à son mari que lorsque deux êtres s’aiment, ils ne doivent pas lutter contre cela.